# Scottish League Cup 1992/93
Der Scottish League Cup wurde 1992/93 zum 47. Mal ausgespielt. Der schottische Fußball-Ligapokal, der offiziell als Skol Scottish League Cup ausgetragen wurde, begann am 1. August 1992 und endete mit dem Finale am 25. Oktober 1992. Den unter den Teilnehmern der Scottish Football League und der Scottish Premier League ausgespielten Pokalwettbewerb konnten die Glasgow Rangers gewinnen. Wurde ein Duell nach 90 Minuten plus Verlängerung nicht entschieden, kam es zum Elfmeterschießen.

## 1. Runde
Ausgetragen wurden die Begegnungen am 1./4. August 1992.
|                       | Ergebnis        |                 |
| --------------------- | --------------- | --------------- |
| FC East Stirlingshire | 0:1             | Alloa Athletic  |
| FC Stenhousemuir      | 2:3             | FC Arbroath     |
| FC Stranraer          | 0:0 (?:? i. E.) | FC East Fife    |
| Brechin City          | 2:1             | Albion Rovers   |
| Queen of the South    | 3:0             | Berwick Rangers |
| FC Queen’s Park       | 1:3             | FC Clyde        |

## 2. Runde
Ausgetragen wurden die Begegnungen am 11./12. August 1992.
|                     | Ergebnis  |                      |
| ------------------- | --------- | -------------------- |
| Airdrieonians FC    | 2:3 n. V. | FC Stranraer         |
| Alloa Athletic      | 1:3       | FC St. Johnstone     |
| Brechin City        | 4:2       | Hamilton Academical  |
| FC Dumbarton        | 0:5       | Glasgow Rangers      |
| Dundee United       | 6:0       | Queen of the South   |
| FC Livingston       | 0:3       | FC Dundee            |
| Greenock Morton     | 2:3 n. V. | FC Kilmarnock        |
| FC Motherwell       | 4:2       | FC Clyde             |
| Partick Thistle     | 2:0       | Ayr United           |
| FC Arbroath         | 0:4       | FC Aberdeen          |
| FC Falkirk          | 4:1       | Forfar Athletic      |
| Heart of Midlothian | 1:0       | FC Clydebank         |
| Hibernian Edinburgh | 4:1       | Raith Rovers         |
| FC Montrose         | 0:6       | Dunfermline Athletic |
| FC St. Mirren       | 1:0       | FC Cowdenbeath       |
| Stirling Albion     | 0:3       | Celtic Glasgow       |

## 3. Runde
Ausgetragen wurden die Begegnungen am 18./19. August 1992.
|                  | Ergebnis        |                      |
| ---------------- | --------------- | -------------------- |
| Dundee United    | 3:0             | FC St. Mirren        |
| FC Kilmarnock    | 3:1 n. V.       | Hibernian Edinburgh  |
| FC Aberdeen      | 1:0 n. V.       | Dunfermline Athletic |
| Brechin City     | 1:2 n. V.       | Heart of Midlothian  |
| Celtic Glasgow   | 1:0             | FC Dundee            |
| FC Motherwell    | 0:1             | FC Falkirk           |
| FC St. Johnstone | 2:2 (?:? i. E.) | Partick Thistle      |
| FC Stranraer     | 0:5             | Glasgow Rangers      |

## Viertelfinale
Ausgetragen wurden die Begegnungen am 25./26. August 1992.
|                     | Ergebnis  |                  |
| ------------------- | --------- | ---------------- |
| FC Kilmarnock       | 1:3       | FC St. Johnstone |
| Dundee United       | 2:3 n. V. | Glasgow Rangers  |
| FC Falkirk          | 1:4       | FC Aberdeen      |
| Heart of Midlothian | 1:2       | Celtic Glasgow   |

## Halbfinale
Ausgetragen wurden die Begegnungen am 22./23. September 1992.
|                  | Ergebnis |                 |
| ---------------- | -------- | --------------- |
| FC St. Johnstone | 1:3      | Glasgow Rangers |
| FC Aberdeen      | 1:0      | Celtic Glasgow  |

## Finale
| Glasgow Rangers                            | Glasgow Rangers | FC Aberdeen | FC Aberdeen |
| ------------------------------------------ | --- | --- | ----------- |
| Glasgow Rangers                            | \| 25. Oktober 1992 in Glasgow (Hampden Park) \| \| Ergebnis: 2:1 n. V. (1:1, 1:0) \| \| Zuschauer: 45.298 \| \| Schiedsrichter: Douglas Hope \|                                                                                  | \| 25. Oktober 1992 in Glasgow (Hampden Park) \| \| Ergebnis: 2:1 n. V. (1:1, 1:0) \| \| Zuschauer: 45.298 \| \| Schiedsrichter: Douglas Hope \|                                                                    | FC Aberdeen |
| Glasgow Rangers                            | Andy Goram – Stuart McCall, John Brown, Richard Gough (Oleksij Mychajlytschenko), Dave McPherson – Trevor Steven (Dale Gordon), Ian Durrant, Ian Ferguson, David Robertson – Ally McCoist, Mark Hateley Cheftrainer: Walter Smith | Theo Snelders – Stephen Wright, David Winnie, Alex McLeish , Gary Smith – Brian Grant, Jim Bett (Scott Booth), Roy Aitken (Lee Richardson), Eoin Jess – Mixu Paatelainen, Duncan Shearer Cheftrainer: Willie Miller | FC Aberdeen |
| Glasgow Rangers                            | 1:0 McCall (14.) 2:1 G. Smith (114.) | 1:1 Shearer (62.) | FC Aberdeen |
| 25. Oktober 1992 in Glasgow (Hampden Park) | | |             |
| Ergebnis: 2:1 n. V. (1:1, 1:0)             | | |             |
| Zuschauer: 45.298                          | | |             |
| Schiedsrichter: Douglas Hope               | | |             |